# Nagia vadoni
Nagia vadoni là một loài bướm đêm trong họ Noctuidae.